# MINAMI NiNE
MINAMI NiNE（ミナミナイン）は、日本のロックバンドである。
2011年11月01日、東京にて結成。

メンバー全員が南九州宮崎県出身、東京在住のスリーピースバンド。現在は都内を拠点に全国各地で活動中。

## メンバー
ヒロキ （ベース、ボーカル、おもしろ爆笑MC担当。)
1986年1月28日生まれ、宮崎県小林市須木出身。A型。
宮崎県立小林工業高等学校卒業。在学時は国際ボランティア部部長。たまにITP(痛ポイント)審査委員会として痛ポイント獲得をお知らせする。
ワラビノ （ギター、コーラス、ヤーマン担当。)
1986年1月13日生まれ、宮崎県小林市出身。A型。宮崎県立小林工業高等学校卒業。在学時は国際ボランティア部副部長。唇が厚め。
スケロク （ドラムス、コーラス、ITPランキング一位独走中)
1984年5月19日生まれ、宮崎県日南市出身。O型。
宮崎県立日南工業高等学校卒業後、上京し東洋大学卒業。高校から大学までレスリング部に所属しており、高校在学時は部長を務めていた。下戸の甘党。

## 来歴
高校の同級生であるヒロキとワラビノが進学のために上京、
ヒロキが13歳からやっていたACTIVE'69というバンドで、都内を中心にライブ活動を始める。
ACTIVE'69のドラム脱退後、サポートに同じ宮崎出身のスケロクを入れて活動するも、すぐにACTIVE'69を解散、
間もなくスケロクを正式メンバーに加えMINAMI NiNEを始動。
- MINAMI NiNEとしての初ライブ
2011年11月16日(水) 新宿ACB HALL  w/JACK POT BELL(仙台)/VOOGELiHH(大阪)/洗脳集団キミとロック(大阪)/SUBMITT/CATS★EYE/髙木正典/Shot Gun Palsar

## 名前の由来
バンド名の由来はメンバーの出身である南九州の「南九」からとってミナミナイン。

## エピソード
- ヒロキは、前身バンドACTIVE'69を約12年もの間活動しており、「解散してMINAMI NiNEでやっていく事は本当に悩んだが、このメンバーになった時に宮崎という名前を背負って、勝手に宮崎代表としてやっていこうと決めてバンド名をつけた[2]」とインタビューで語っている。楽曲にも「南九節(なんきゅうぶし)」など地元九州テイストを色濃く出したものが多い。（ちなみに「南九節」に決まる前のタイトルは「宮崎の唄」だった）
- WANIMAとはお客さんが5人程しかいなかった頃からライブハウスで共に活動していた盟友であり、ヒロキは「WANIMAが出る番組は録画してます」と語っている。[3]
- 2014年04月14日下北沢SHELTERで行われたWANIMAとのツーマンライブでは、チケットがソールドアウトしたらスケロクがレスリングのコスチューム、WANIMA光真が自衛隊の服を着てライブをすると発表、見事ソールドアウトし発言通り実行された。
- 2016年7月24日自主企画「KIRISHIMA NIGHT Vol.12」内で1st ALBUM発売を発表。新レーベル「nudge nuts」からの全国発売、全国ツアーも決定した。[4]全国流通音源としては、1stミニアルバム『LIVING』以来の約3年5ヶ月ぶりである。[5]
- 「いずれは宮崎で自分たち主催のフェスを開きたい」「自他共に認める宮崎の観光大使バンドになりたい」[6]とインタビューで語っているほど、地元宮崎への思い入れが強く、ライブステージでのアンプの上には宮崎の特産物や代表的なものを置いたり、[7]歌詞にも特産物や名物等を交えている。[6]
- 作曲に関しては、全曲を通してヒロキが口笛でメロディーを作るという超アナログな作り方を貫いている。（口笛を吹くのが凄く好き、とインタビューでも語っている）そこから鼻歌→鼻歌にベースを付けて他のメンバーに披露→3人でのアレンジ→そのイメージを膨らませ歌詞を乗せるという。本人ら曰く、この方法でしかできない、という説もあるらしい。[8]
- 2018年07月06日自主企画「KIRISHIMA NIGHT Vol.17」にて、2018年秋の新譜レコ発ツアー＆ユニバーサルミュージックよりメジャーデビューする事が発表された。[9][10]
- 「KIRISHIMA NIGHT Vol.17」には芸人のAMEMIYAが出演しており、[11][12]後日自身のブログで、「【メジャーデビューはじめました】おめでとう！！！宮崎の星となれ！！！」とコメントを贈っている。[13]
- メンバーの中では“唐揚げを食べると高い声が出る説”というのがあり、それはSUPER EP「IMAGINE」収録時、ワラビノのコーラスで必要な高い声が出ず苦戦していたが、唐揚げを買ってきて食べたところ「俺、こんなに声高かったっけ?（ワラビノ）」というくらい声が出た事からである。[14]
- ヒロキが19歳の頃住んでいた高円寺のアパートでトランクス一丁のまま寝ていた昼頃、外から鍵を開けられ当時の大家が勝手に入ってきたという事がある。鉢合わせになり焦った様子で言い訳をする大家にヒロキが怒鳴ったところ、逆に「大家に向かってそんな言葉使いをする人は2週間以内に出て行きなさい！」と言われてしまい突如住む場所を失った。[15]

## メディア
- 超ポンコツさまぁ～ず(テレビ東京系 毎週土曜日18時～オンエア) - 「花」2016年10月クールEDテーマ[16][17]
- さまスポ(テレビ東京系 毎週土曜日18時～オンエア) - 「Step」2017年10月クールEDテーマ[18][19]
- 第54回MRT招待高校野球大会（MRT宮崎放送） - 「花」テレビ・ラジオCM楽曲 2017年5月13日・14日
- 宮崎MRTラジオパワープレイ 音楽魂（宮崎放送ラジオ） - 「Step」2017年10月度音楽魂[20]
- Paravi独占配信"恋んトスseason8" 主題歌 - 「恋」[21]
- 延岡西日本マラソン大会テーマソング - 「Advance」UMK,TNC,STS,KTN,TKU,TOS,KTS九州7局実況中継（BSフジ23:00〜24:30ダイジェスト版放送）[22][23]
- MINAMI NiNEヒロキのてげてげ通信（激ロック） - 2018年9月20日からヒロキがコラムを連載中。フリーマガジンは毎月発行、掲載はほぼ隔月のほか、WEB公開もされている。（2021年7月20日連載終了）[24]

## ラジオ
- MINAMI NiNEの南九ナイトサークル - 毎週水曜日21:30〜21:55（2020年4月1日～2020年9月30日放送終了済） - JOY FM（MIYAZAKI 83.2MHz / NOBEOKA 89.5MHz / TAKACHIHO 84.9MHz / KUSHIMA 80.7MHz）[25][26]

## ミュージックビデオ
| 監督              | 曲名                 | 備考                                     |
| ----------------- | -------------------- | ---------------------------------------- |
| 安田潤司(GAID.tv) | 「F」                | ヒロキの髪が短かすぎる為 配信停止        |
| 大竹冬希          | 「雨」               | 若すぎた為 配信停止                      |
| 大竹冬希          | 「希望の唄」         | カッコ良く仕上がりすぎた為 配信停止      |
| 大竹冬希          | 「日々の中」         | ホームレス役がゾンビみたいな為 配信停止  |
| 不明              | 「Lax」              | 陽気になりすぎた為 配信停止              |
| 森本一平          | 「花」               | [ 17 ]                                   |
| 森本一平          | 「Step」             | [ 32 ] [ 33 ]                            |
| 森本一平          | 「想」               | [ 34 ]                                   |
| 不明              | 「Over and over」    |                                          |
| 不明              | 「恋」               | [ 21 ]                                   |
| 不明              | 「Niar」             | [ 35 ]                                   |
| 不明              | 「ダイナミック琉球」 | [ 36 ]                                   |
| 不明              | 「Advance」          | 第58回延岡西日本マラソン大会テーマソング |
| 不明              | 「灯火」             |                                          |

## 主なライブ

### 自主企画「KIRISHIMA NIGHT」
- 2012年06月03日 - KIRISHIMA NIGHT vol.1 　東京都 高円寺club Roots!

w/CATS EYE / EMERGENCY CALL# / 髙木正典 / WANIMA / THE HELLOWS / DJ:fuyuki otake
- 2012年08月01日 - KIRISHIMA NIGHT vol.2 　東京都 高円寺club Roots! (紅盤ツアーレコ発初日)

w/HOCCO / WANIMA / CATS EYE / chiken head maker / GA.road / DJ:fuyuki otake
- 2012年08月11日 - KIRISHIMA NIGHT NAP&MINAMI NiNE pre.-EMPATHY × KIRISHIMA NIGHT-　宮崎県 宮崎floorR
- 2012年10月07日 - KIRISHIMA NIGHT vol.3 　東京都 渋谷CLUB CRAWL (紅盤ツアーFINAL)

w/WANIMA / CATS EYE / 功 / 3SET-BOB / 髙木正典
- 2012年12月01日 - KIRISHIMA NIGHT vol.4　 東京都 高円寺club Roots! (蒼盤ツアーレコ発初日)

w/WANIMA / SBCC / CATS EYE / MONO96 / おい、そこの道あけろ / CHIP&SEEK / DJ:fuyuki otake
- 2013年02月09日 - KIRISHIMA NIGHT vol.5 -ONE MAN SHOW- 東京都 高円寺club Roots! (蒼盤ツアーFINAL) w/おい、そこの道あけろ(O.A)
- 2013年05月31日 - KIRISHIMA NIGHT vol.6　 東京都 池袋MANHOLE

w/WANIMA / LOOKLIKE / ZOMBIESTARZ / NECOKICKS / おい、そこの道あけろ / ショーセイ
- 2014年12月02日 - KIRISHIMA NIGHT vol.7　 東京都 下北沢SHELTER (NAKEDツアーFINAL)

w/SABOTEN / WANIMA / Boobie Trap / 髙木正典
- 2015年11月13日 - KIRISHIMA NIGHT vol.8　 東京都 下北沢SHELTER (Himawari Tour レコ発初日) w/電波少女
- 2015年11月27日 - KIRISHIMA NIGHT vol.9　 大阪府 心斎橋新神楽 w/LOOKLIKE / THE SNEEZE / おい、そこの道あけろ
- 2015年11月28日 - KIRISHIMA NIGHT vol.10　愛知県 栄R.A.D w/LASTGASP / おい、そこの道あけろ / THE NOiSE
- 2015年12月11日 - KIRISHIMA NIGHT vol.11　東京都 渋谷TSUTAYA O-Crest(Himawari Tour FINAL) w/THE CHERRY COKE$ / SUNSET BUS / CATS EYE
- 2016年07月24日 - KIRISHIMA NIGHT vol.12　東京都 渋谷TSUTAYA O-Crest w/EVERLONG / NECOKICKS / Cloque.[37]
- 2017年05月09日 - KIRISHIMA NIGHT vol.13　宮城県 仙台MACANA w/MOROHA
- 2017年05月16日 - KIRISHIMA NIGHT vol.14　大阪府 OSAKA MUSE w/locofrank
- 2017年06月05日 - KIRISHIMA NIGHT vol.15　東京都 渋谷TSUTAYA O-West w/かりゆし58
- 2018年02月14日 - KIRISHIMA NIGHT vol.16　兵庫県 Music Zoo KOBE 太陽と虎 w/SPACE BOYS / ヨンバルカン / STUNNER
- 2018年07月06日 - KIRISHIMA NIGHT vol.17　東京都 下北沢SHELTER w/AMEMIYA / AT-FIELD / ロマンス＆バカンス
- 2019年12月01日 - KIRISHIMA NIGHT vol.18　東京都 下北沢SHELTER w/SHACHI / SABOTEN / FILTER
- 2019年12月01日 - KIRISHIMA NIGHT vol.19　宅飲みとかしながら観る編（ストリーミング配信）
- 2020年11月01日 - KIRISHIMA NIGHT vol.20　宮崎県 SR BOX 結成9周年記念日に地元でやる編
- 2021年08月21日 - KIRISHIMA NIGHT vol.21　東京都 高円寺HIGH 白盤,紅盤,蒼盤を振り返ってみる編
- 2021年10月08日 - KIRISHIMA NIGHT vol.22　宮崎県 LAZARUS w/STUNNER
- 2023年11月24日 - KIRISHIMA NIGHT vol.23　東京都 新宿LOFT BAR STAGE w/rootrunk / WATER / シノカ
- 2023年12月05日 - KIRISHIMA NIGHT vol.24　東京都 新高円寺LOFT X w/OWEAK / Limit×Zone / 野球亭浜之助

### ツアーなど
- 紅盤TOUR　(2012年08月01日～2012年10月07日)
- 蒼盤TOUR　(2012年12月01日～2013年02月09日)
- NAKED TOUR　(2014年08月16日～2014年12月02日)
- Himawari Tour　(2015年11月13日～2015年12月11日)
- SWEET Tour　(2016年10月21日～2017年02月10日)
- LAMP OF HOPE Release Tour　(2017年10月06日～2017年12月12日)
- LINKS TOUR　(2018年10月13日～2018年12月08日)
- アツアツ!!獅子鍋の旅2019（2019年04月27日～2019年05月12日）
- TiPPING TOUR～単独編～（2019年12月14日～2020年01月26日）
- SOUTH TOUR （2022年7月18日～2022年12月17日）
- INITY TOUR （2023年5月06日～2023年09月08日）